# Aucamville (Tarn-et-Garonne)
Aucamville ist eine französische Gemeinde mit 1.552 Einwohnern (Stand: 1. Januar 2022) im Département Tarn-et-Garonne in der Region Okzitanien. Sie gehört zum Arrondissement Montauban und zum Kanton Verdun-sur-Garonne. Die Einwohner werden Aucamvillois genannt.

## Geographie
Aucamville liegt etwa 26 Kilometer südwestlich von Montauban an der Garonne, die die Gemeinde im Osten begrenzt. Hier mündet das Flüsschen Saint-Pierre in die Garonne, auch sein Zufluss Marguestaud durchquert das Gemeindegebiet. Umgeben wird Aucamville von den Nachbargemeinden Savenès im Nordwesten und Norden, Verdun-sur-Garonne im Norden, Grisolles im Nordosten und Osten, Grenade im Süden, Saint-Cézert im Südwesten und Westen sowie Le Burgaud im Westen.

## Bevölkerungsentwicklung
| Jahr                       | 1962 | 1968 | 1975 | 1982 | 1990 | 1999 | 2006 | 2012 | 2020 |
| Einwohner                  | 727  | 699  | 691  | 720  | 744  | 790  | 891  | 1052 | 1531 |
| Quellen: Cassini und INSEE |      |      |      |      |      |      |      |      |      |

## Sehenswürdigkeiten
- Kirche Saint-Martin aus dem 13. Jahrhundert, An- und Umbauten aus dem 15./16. Jahrhundert, seit 1926 Monument historique
- Kapelle Saint-Jean-Baptiste aus dem 18. Jahrhundert, Monument historique seit 1990

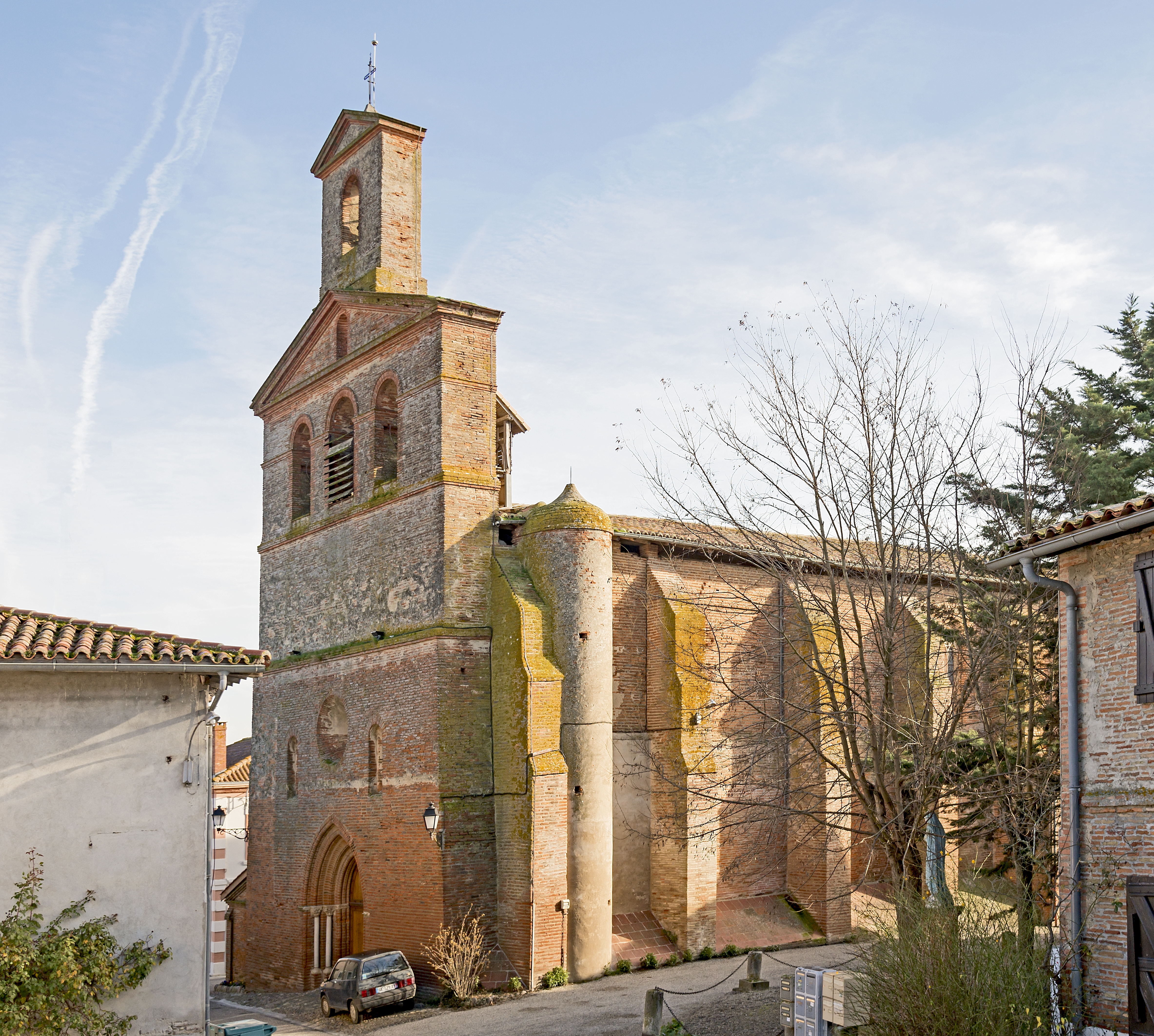
Kirche Saint-Martin
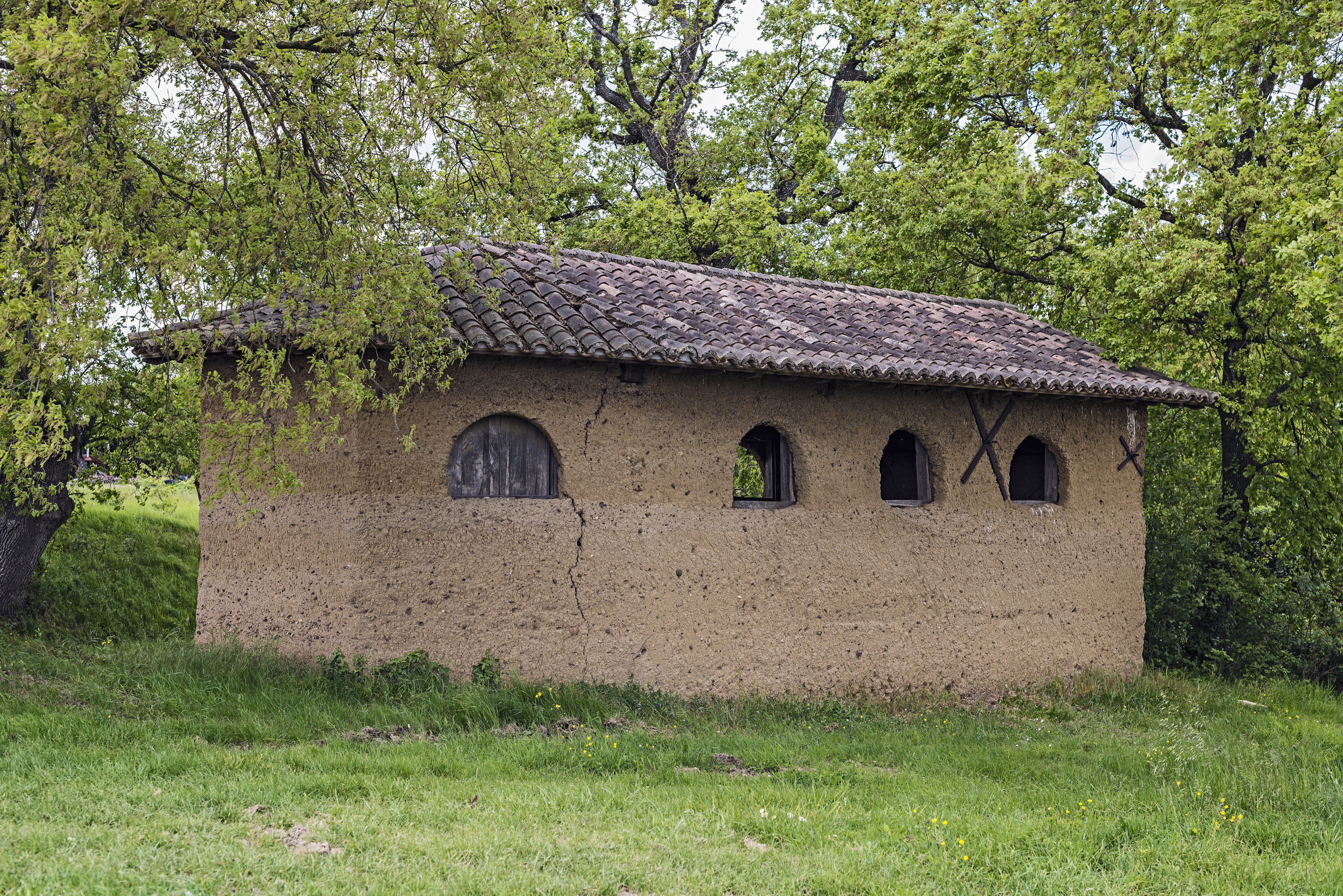
Kapelle Saint-Jean-Baptiste
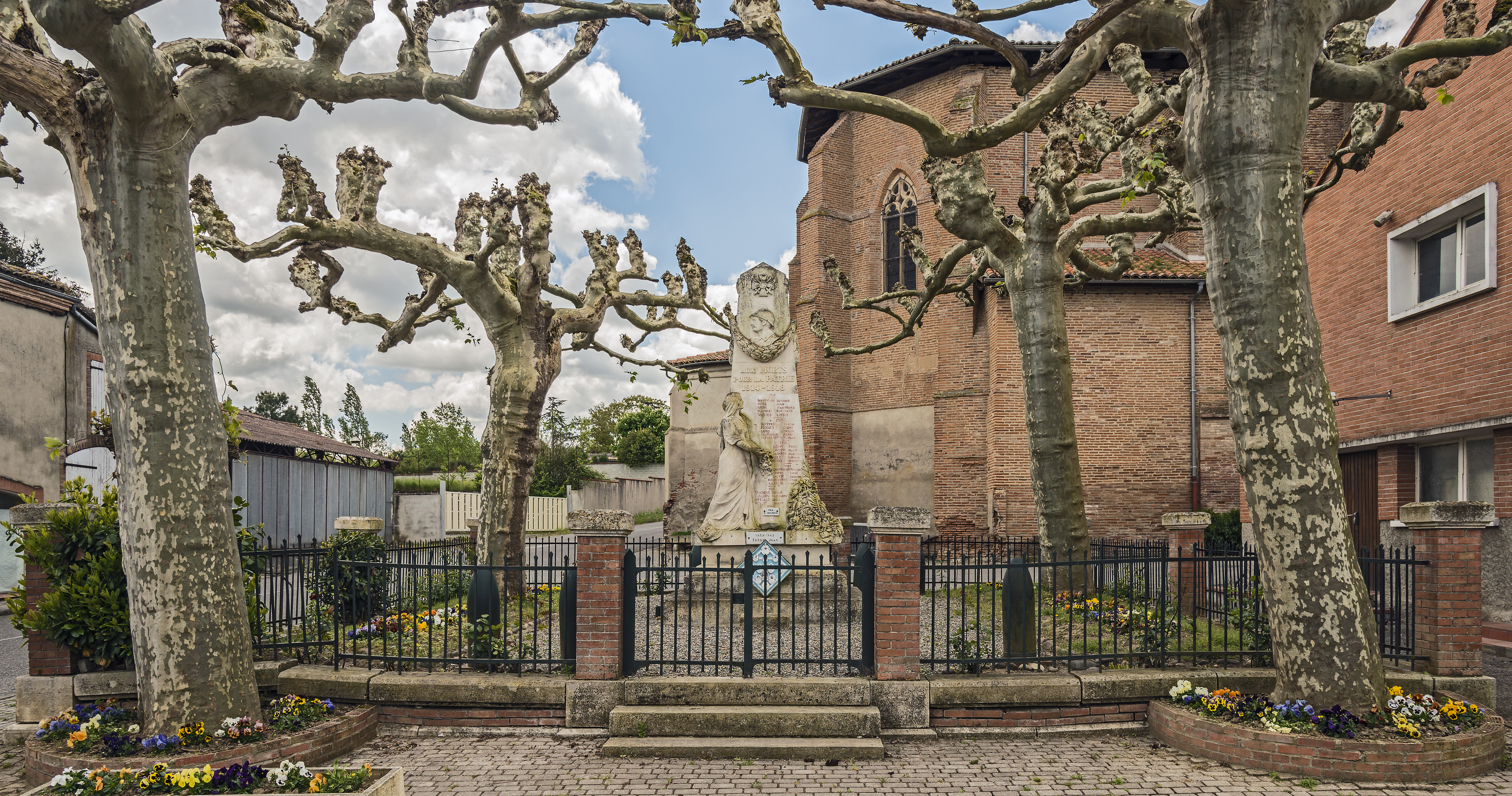
Gefallenendenkmal